# Almacenamiento subterráneo de hidrógeno
El almacenamiento subterráneo de hidrógeno es la práctica de almacenar el hidrógeno en un contenedor subterráneo, estos pueden ser naturales como las cavernas de sal. Grandes cantidades de hidrógeno gaseoso han sido almacenadas subterráneamente por la compañía ICI por varios años sin ninguna dificultad.